# Альбю (станція метро)
59°14′21″ пн. ш. 17°50′41″ сх. д. / 59.239027777778° пн. ш. 17.844861111111° сх. д.
«Альбю» (швед. Alby) — станція Червоної лінії Стокгольмського метрополітену, обслуговується потягами маршруту Т13.
Станція була відкрита 12 січня 1975 року у складі черги Фіттья — Норсборг.

Відстань до Слюссена становить 19 км.
Пасажирообіг станції в будень —	6,550 осіб (2019)

Розташування: мікрорайон Альбю, муніципалітет Ботчирка
Конструкція: односклепінна станція глибокого закладення (тбіліського типу, глибина закладення — 24 м) з однією острівною прямою платформою.

## Операції
| Попередня станція | Лінія | Лінія     | Лінія | Наступна станція     |
| ----------------- | ----- | --------- | ----- | -------------------- |
| Фіттья до Ропстен |       | Лінія T13 |       | Галлунда до Норсборг |